# Víctor de la Serna Arenillas
Víctor de la Serna Arenillas (Madrid, 14 de abril de 1947-Madrid, 18 de octubre de 2024) fue un periodista y crítico gastronómico español.

## Familia
Bisnieto de la escritora Concha Espina, nieto del también periodista y escritor Víctor de la Serna y Espina e hijo del periodista, diplomático y senador real Víctor de la Serna Gutiérrez-Répide y de la también cronista gastronómica Nines Arenillas. 

## Vida y obra
Fue el primer español graduado por la Escuela de Periodismo de la Universidad de Columbia en Nueva York. Trabajó más de cincuenta años en las redacciones de medios españoles, y durante más de cuarenta escribió sobre vino y gastronomía en periódicos y revistas como Informaciones, El País, Diario 16, Decanter, Sibaritas o El Mundo. Ocupó los cargos de redactor jefe de Informaciones, jefe de prensa de la Asociación de Editores de Diarios Españoles y adjunto a la dirección del diario El Mundo, del que fue cofundador.
Tres veces Premio Nacional de Gastronomía (al periodismo gastronómico, a la difusión del vino español en el mundo y a la mejor publicación en internet, El Mundo Vino), fue también miembro de la Academia Internacional del Vino y de la Real Academia de Gastronomía. Bajo el seudónimo de Vicente Salaner, escribió también desde 1968 sobre baloncesto, deporte que practicó en su adolescencia, pasada en Suiza y Estados Unidos.
En 1998 se inició en el mundo de la viticultura en la zona de la Manchuela conquense, donde produjo desde 2001 hasta 2019 sus vinos «Finca Sandoval». Uno de ellos ha obtenido la más alta calificación nunca otorgada por Robert Parker a un vino (no generoso) de la mitad sur de España. «Finca Sandoval» es una de las 365 bodegas incluidas por los críticos franceses Michel Bettane y Thierry Desseauve en su libro Les plus grands vins du monde (Editorial Minerva, París, 2006), donde sólo se mencionan 23 españolas. Aparece también en el libro 1001 vinos que hay que probar antes de morir, de Neil Beckett y Juan Manuel Bellver. Vendió la bodega en 2019.

## Obras
- con Jesús Barquín y Luis Gutiérrez: The finest wines of Rioja and Northwest Spain (University of California Press, 2011)